# Sacca Fisola
Sacca Fisola és una illa artificial a la llacuna de Venècia, Itàlia. Es tracta d'una zona residencial moderna situada en l'extrem occidental de l'illa de Giudecca, a la qual está unida per un pont, i al nord de Sacca San Biagio. L'illa sol tenir un dijous de mercat. Administrativament forma part del municipi de Venècia (Municipi de Venècia-Murano-Burano).